# Line Eid
Elisabeth Karoline „Line“ Eid (* 21. April 1907 in Deidesheim; † 13. Februar 1985 in Freiburg im Breisgau) war eine deutsche Fürsorgerin.

## Leben
Line Eid wurde am 21. April 1907 als Tochter des Notariatsgehilfen Joseph Eid in der kleinen rheinland-pfälzischen Stadt Deidesheim geboren. Sie absolvierte eine Ausbildung an der Städtischen Sozialen Frauenschule in Mannheim. Nachdem sie dort die staatliche Prüfung für Wohlfahrtspflegerinnen und Sozialbeamtinnen im Hauptfach Wirtschaftliche- und Arbeitsfürsorge mit der Note „Sehr gut“ abgeschlossen hatte, arbeitete sie vom 7. April 1931 an bis zum Herbst 1947 beim Caritasverband Mannheim in der Mädchenfürsorge. Ab 1936 war Eid als Dekanatsjugendleiterin im Dekanat Mannheim tätig, bis sie 1945 in dieser Funktion von Emilie Hucht abgelöst wurde.
Tief überzeugt vom christlichen Glauben, insbesondere von der katholischen Soziallehre, setzte sie sich zeitlebens für sozial Schwächere und Benachteiligte ein. Sie erwarb die Missio canonica und erteilte neben ihrer Berufstätigkeit außerschulischen Religionsunterricht. Im Jahr 1938 wurde sie auch als Seelsorge-Helferin zugelassen. 
In der Zeit des Nationalsozialismus leitete Eid trotz des Verbots kirchlicher Jugendarbeit in ihrer Freizeit im Untergrund nachmittags und bis in die späten Nachtstunden kleine pfarreiübergreifende Jugend- und Singgruppen, in denen sie auch Liedgut der Jugendbewegung pflegte, was offiziell verboten war.
Nach dem Zweiten Weltkrieg berief Erzbischof Conrad Gröber Eid am 24. November 1947 nach Freiburg im Breisgau, wo sie die erste Leiterin der Katholischen Mädchenjugend in der Erzdiözese Freiburg werden sollte. Im Jahr 1954 wechselte sie zur Diözesanstelle des Werkvolkes, wo sie 1972 als Diözesansekretärin der Katholischen Arbeitnehmer-Bewegung (KAB) ihren hauptamtlichen kirchlichen Dienst beendete. In diesem Lebensabschnitt wurde sie 1967 mit dem päpstlichen Ehrenzeichen Pro Ecclesia et Pontifice geehrt, damals die höchste päpstliche Auszeichnung, die Frauen erhalten konnten. 
Line Eid blieb zeitlebens unverheiratet. Sie starb am 13. Februar 1985 im Alter von 77 Jahren in Freiburg. Zu ihren Ehren wurde im Jahre 1993 in Konstanz, das auch in ihrem Zuständigkeitsbereich lag, die Line-Eid-Straße nach ihr benannt. In Konstanz hatte sie sich besonders für die Belange der Arbeiterinnen der Firma Stromeyer eingesetzt.

## Ehrungen
- 1967: Päpstliches Ehrenzeichen Pro Ecclesia et Pontifice
- 1993: Line-Eid-Straße in Konstanz